# アマチュア業務に使用する電波の型式及び周波数の使用区別
アマチュア業務に使用する電波の型式及び周波数の使用区別（あまちゅあぎょうむにしようするでんぱのかたしきおよびしゅうはすうのしようくべつ）は、総務省令無線局運用規則に基づきアマチュア局が使用する周波数帯（アマチュアバンド又はハムバンド）毎における電波型式の使用について規定する総務省告示である。

## 構成
1. 135.7kHzから10.5GHzまでの周波数
2. 1以外の周波数

## 概要
本告示の前身は、日本アマチュア無線連盟(JARL)が1961年（昭和36年）に制定したバンドプランである。
これは、3.5Mc帯から28Mc帯の短波の周波数帯を対象としたものである。
後に50Mc帯以上の発展に伴い1971年（昭和46年）にV･UHF帯使用区分（チャンネルプラン）も制定
された。
これは430Mc帯までを対象としたものであったが、改正を繰り返し1989年（平成元年）には、10.4GHz帯まで包含された。
これらは法的拘束力の無いいわゆる紳士協定であったが本告示の原型となった。
注 周波数の単位は制改定時の計量法に準拠
#構成にみるように10.4GHz帯までが本告示に規定されるものである。
この範囲の免許申請および無線局免許状の電波型式の表記については一括記載コードが適用される。
これ以上、すなわち24GHz帯以上は「免許状に電波の型式及び周波数の使用区分の記載があるときは、それによらなければならない。」とされる。
具体的には免許申請の内容によることとなる。

## 沿革
主要な制改定を掲げる。
1961年（昭和36年）- バンドプラン制定
1971年（昭和46年）- V･UHF帯使用区分制定
1976年（昭和51年）- V･UHF帯使用区分改正
- デビエーション（周波数偏移）の40kHzから16kHzへの狭帯域化（ナロー化 ）が図られた。

1978年（昭和53年）- V･UHF帯使用区分改正
- ナロー化が完了した。

1981年（昭和56年）- V･UHF帯使用区分改正
- レピーターの使用区分などが追加された。

1989年（平成元年）- V･UHF帯使用区分改正
- 2.4GHz帯から10.4GHz帯の使用区分が追加された。

1992年（平成4年）- 平成4年郵政省告示第316号として制定
- 1.9MHz帯から10.1GHz帯までの使用区分が規定された。
- 10.4GHz帯以上は免許状に電波の型式及び使用区分が記載されたときはそれによることとされた。

1994年（平成6年）- 平成6年郵政省告示第191号により一部改正
- 3.8MHz帯の拡張に対応し使用区分が規定された。

1996年（平成8年）- 平成8年郵政省告示第664号として全部改正
- 3.5MHz帯から10.1GHz帯までの使用区分が改正された

2000年（平成12年）- 平成12年郵政省告示第190号により一部改正
- 1.8MHz帯の追加に対応し使用区分が規定された。

2001年（平成13年）- 平成13年総務省告示第756号により一部改正 
- ARISSスクールコンタクトへの対応のため、144MHz帯の使用区分が変更された。

2003年（平成15年）- 平成15年総務省告示第508号として全部改正
- 18MHz帯、50MHz帯、430MHz帯、1200MHz帯の使用区分が変更され、また、10.4GHz帯の使用区分が規定された。
- 24GHz帯以上は免許状に電波の型式及び使用区分が記載されたときはそれによることとされた。

2008年（平成20年）- 平成20年総務省告示第261号により一部改正
- 3.5MHz帯および3.8MHz帯の拡張に対応し使用区分が規定された。

2009年（平成21年）- 平成21年総務省告示第179号として全部改正
- 135kHz帯の追加および7MHz帯の拡張に対応し使用区分が規定された。

2015年（平成27年）- 平成26年総務省告示第432号により一部改正
- 475kHz帯の追加に対応し使用区分が規定された。

2020年（令和2年）- 令和2年総務省告示第148号により一部改正
- 1.8MHz帯および3.5MHz帯の拡張に対応し使用区分が規定された。